# Institut d'étude des faits religieux
L’Institut d’Étude des Faits Religieux (IEFR) est un réseau régional inter-universitaire réunissant l’université d’Artois, l’université Charles de Gaulle – Lille III, l'université de Valenciennes et du Hainaut-Cambrésis, l'université de Picardie – Jules Verne et l’Institut catholique de Lille.

## Missions
La finalité principale de l’Institut d’Étude des Faits Religieux est de favoriser et de développer des coopérations de recherche et de diffusion de la culture scientifique dans le domaine de l’histoire, de la philosophie et des sciences des religions. Son approche des faits religieux est scientifique, non-confessionnelle et pluridisciplinaire. L’IEFR a pour vocation de réunir des équipes régionales et eurorégionales autour d’objectifs et de projets communs. 
L’IEFR entend répondre à la demande sociale dans le domaine des faits religieux. Son approche du fait religieux est scientifique et non-confessionnel. Ce faisant, l’Institut :
- diffuse les travaux de ses équipes constitutives dans le champ des sciences des religions, et tout particulièrement dans les domaines de l’histoire de l’Antiquité à nos jours, de l’anthropologie, de l’exégèse, du droit, des lettres, de la philosophie et de la sociologie ;
- soutient la recherche doctorale dans ces différents domaines ;
- organise des conférences et expositions pour le « grand public » ou un public plus spécialisé sur les faits religieux ;
- propose des actions de formation initiale ou continue en direction de la formation des maîtres et autres organismes de formation.